# Robert Marsham (2e baron Romney)
Pour les articles homonymes, voir Marsham.
Robert Marsham, 2e baron Romney, né le 22 août 1712 à Londres et mort le 16 novembre 1793 à Maidstone est un pair britannique, mécène des arts.

## Biographie
Lord Romney est le fils de Robert Marsham, 1er baron Romney, et de son épouse Elizabeth Shovell, fille de l'amiral Cloudesley Shovell. Il fait ses études à Christ Church (Oxford), où il est admis en 1731 à l'âge de 18 ans et obtient son doctorat en droit civil en 1733.
Membre fondateur de la Société pour l'Encouragement des Arts, Manufactures et Commerce (qui deviendra plus tard la Royal Society of Arts), il est élu premier vice-président de la Société en 1758. À la mort de Lord Folkestone en 1761, il est élu président et réélu chaque année jusqu'à sa mort en 1793. 
Il devient membre de la Royal Society en 1757, colonel de la West Kent Militia (en) en 1759, président de la Marine Society de 1756 à 1793 et membre de la Society of Antiquaries of London en 1762. 
Il est mort le 16 novembre 1793 et est enterré dans l'église All Saints de Maidstone. 

### Famille
Le 29 juillet 1742, Lord Romney épouse Priscilla Pym (1724–1771), fille de Charles Pym de Saint-Kitts, de qui il a hérité de domaines d'esclaves de Saint-Kitts. Le couple aura dix enfants : 
- Robert Pym Marsham (1743–1762)
- Charles Marsham (1744–1811), devenu 3e baron Romney, est créé 1er comte de Romney en 1801
- John Marsham (né en 1748, décédé jeune)
- Priscilla Marsham (1745[1] ou 1750[5]–1804)
- Elizabeth Marsham (1751–1828)
- Frances Marsham (1755–1821)
- Shovel [ou Chauvel] Marsham (né en 1757, décédé jeune)
- Jacob Marsham (1759–1840), chanoine de Windsor
- Harriot Marsham (né en 1760, décédé jeune)
- Charlotte Marsham (1761–1794), mariée à John Coker